# Плавеч
Плавеч (словац. Plaveč) — село в Словаччині, Старолюбовняському окрузі Пряшівського краю. Розташоване в північно-східній частині Словаччини на межі Любовньянської височини та Левоцьких гір в долині Попраду.
Назва села і однойменної фортеці походить від половців (словац. plavci), яких у 1100 році тут направив угорський король Коломан I як висунуту сторож для охорони торговельного шляху та захисту кордону з Польським королівством.
Вперше згадується у 1269 році, але припускається, що давнє поселення існувало ще до 12 ст.
В селі є готичний римо-католицький костел св. Магарити Антіохійської з 13 ст.

## Населення
| Рік:            | 1993 | 2003    | 2013    | 2023    |
| --------------- | ---- | ------- | ------- | ------- |
| Кількість осіб: | 1828 | 1865    | 1843    | 1770    |
| Різниця:        |      | +2,02 % | -1,17 % | -3,96 % |

| Рік:            | 2022 | 2023    |
| --------------- | ---- | ------- |
| Кількість осіб: | 1769 | 1770    |
| Різниця:        |      | +0,05 % |

В селі проживає 1838 осіб.
Національний склад населення (за даними останнього перепису населення — 2001 року):
- словаки — 99,29%
- чехи — 0,22%
- русини — 0,11%
- українці — 0,11%
- поляки — 0,05%

Склад населення за приналежністю до релігії станом на 2001 рік:
- римо-католики — 94,48%,
- греко-католики — 4,75%,
- православні — 0,05%,
- протестанти — 0,05%,
- не вважають себе віруючими або не належать до жодної вищезгаданої церкви- 0,49%